# Kabinett González III
Das Kabinett González III war eine Regierung in Spanien, die am 6. Dezember 1989 von Ministerpräsident Felipe González von der Partido Socialista Obrero Español (PSOE) gebildet wurde und das Kabinett González II ablöste. 
Aus den vorausgegangenen Wahlen zum Congreso de los Diputados am 29. Oktober 1989 ging die PSOE von González mit 39,9 Prozent der Wählerstimmen als Sieger hervor, verpasste mit 175 der 350 Abgeordneten jedoch knapp die absolute Mehrheit. Die konservative Partido Popular (PP) um José María Aznar wurde mit 26 Prozent und 107 Abgeordneten zweitstärkste Kraft, während die Convergència i Unió (CiU) von Miquel Roca wurde mit 5,1 Prozent und 18 Mandaten drittstärkste Kraft im Parlament. Auf die Viertplatzierte Izquierda Unida (IU) von Julio Anguita entfielen 9,1 Prozent und 17 Mandate und auf das Centro Democrático y Social (CDS) des früheren Ministerpräsidenten Adolfo Suárez mit 7,9 Prozent, das mit 14 Abgeordneten auf dem fünften Platz landete.
Am 5. Dezember 1989 bestätigte der Congreso de los Diputados Ministerpräsident González, der am 6. Dezember 1989 von König Juan Carlos I. Suárez vor dem Palacio de la Zarzuela vereidigt wurde. Am 7. Dezember 1989 veröffentlichte der Boletín Oficial del Estado die Zusammensetzung des Kabinetts González III. Am 2. Mai 1990 kam es zur ersten sowie am 15. Januar 1991 zur zweiten Kabinettsumbildung, in deren Folge der bisherige Vize-Ministerpräsident Alfonso Guerra aus der Regierung ausschied. Am 13. März 1991 und am 15. Januar 1992 wurde das Kabinett zum dritten und vierten Mal umgebildet. Zuletzt wurde das Kabinett am 24. Juni 1992 umgebildet, ehe es am 6. Juni 1993 zu Neuwahlen des Parlaments kam. Das Kabinett González III blieb bis zum 14. Juli 1993 im Amt und wurde dann durch das Kabinett González IV abgelöst.

## Mitglieder des Kabinetts

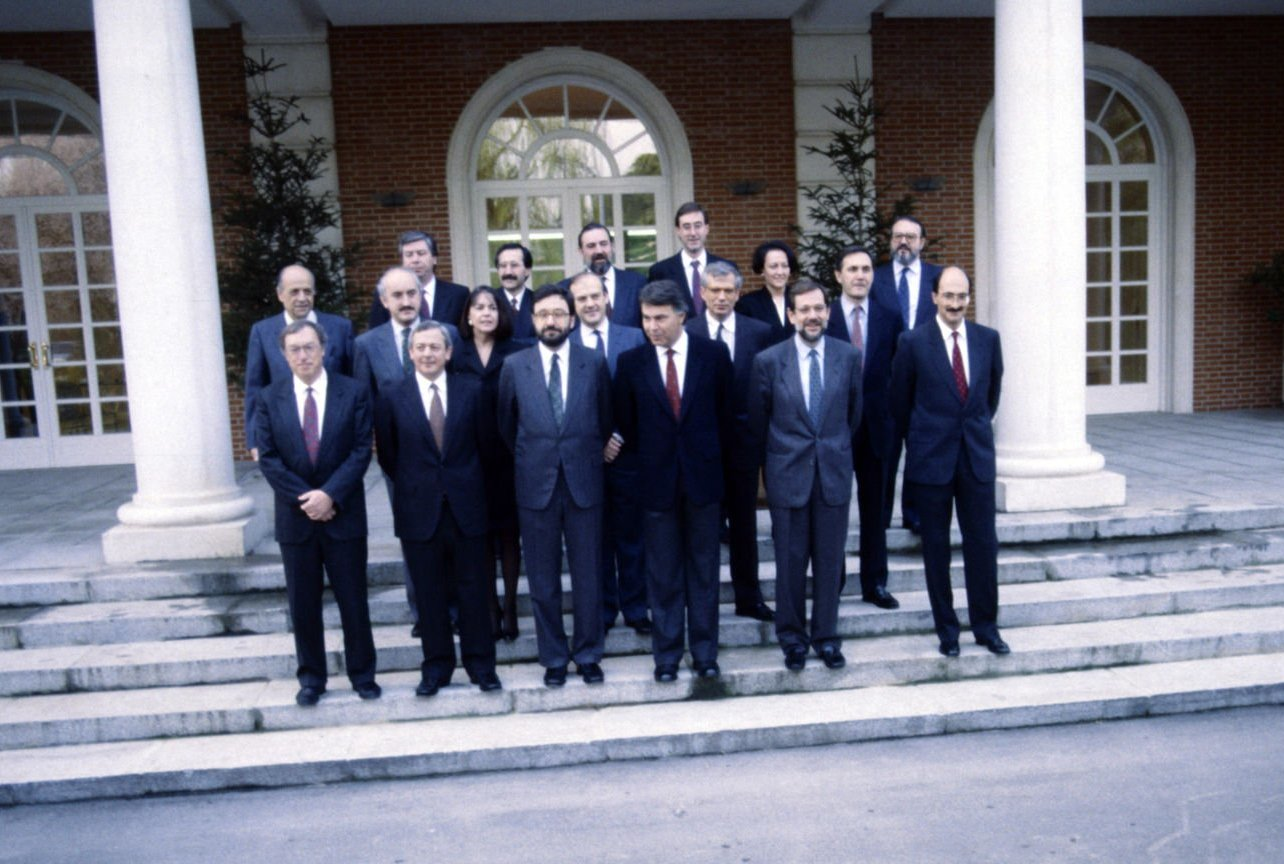
Das Kabinett González III nach der Umbildung vom 13. März 1991

| Amt | Amtsinhaber                                                     | Beginn der Amtszeit                            | Ende der Amtszeit                           |
| --- | --------------------------------------------------------------- | ---------------------------------------------- | ------------------------------------------- |
| Ministerpräsident                                                                                                  | Felipe González                                                 | 6. Dezember 1989                               | 14. Juli 1993                               |
| Vize-Ministerpräsident                                                                                             | Alfonso Guerra Narcís Serra                                     | 6. Dezember 1989 13. März 1991                 | 12. Januar 1991 14. Juli 1993               |
| Minister für Wirtschaft, Finanzen und Handel 11. März 1991: Minister für Wirtschaft und Finanzen                   | Carlos Solchaga                                                 | 6. Dezember 1989                               | 14. Juli 1993                               |
| Außenminister | Francisco Fernández Ordóñez Javier Solana                       | 6. Dezember 1989 22. Juni 1992                 | 12. Juni 1992 14. Juli 1993                 |
| Verteidigungsminister                                                                                              | Narcís Serra Julián García Vargas                               | 6. Dezember 1989 13. März 1991                 | 11. März 1991 14. Juli 1993                 |
| Innenminister | José Luis Corcuera                                              | 6. Dezember 1989                               | 14. Juli 1993                               |
| Justizminister | Enrique Múgica Tomás de la Quadra-Salcedo                       | 6. Dezember 1989 13. März 1991                 | 11. März 1991 14. Juli 1993                 |
| Minister für Arbeit und soziale Sicherheit                                                                         | Manuel Chaves Luis Martínez Noval                               | 6. Dezember 1989 27. April 1990                | 20. April 1990 14. Juli 1993                |
| Minister für Gesundheit und Verbraucher                                                                            | Julián García Vargas Julián García Valverde José Antonio Griñán | 6. Dezember 1989 13. März 1991 14. Januar 1992 | 11. März 1991 13. Januar 1992 14. Juli 1993 |
| Minister für Industrie und Energie 14. März 1991: Minister für Industrie, Handel und Tourismus                     | Claudio Aranzadi                                                | 6. Dezember 1989                               | 14. Juli 1993                               |
| Minister für öffentliche Arbeiten und Stadtplanung 14. März 1991: Minister für öffentliche Arbeiten und Transport  | Javier Sáenz de Cosculluela Josep Borrell                       | 6. Dezember 1989 13. März 1991                 | 11. März 1991 14. Juli 1993                 |
| Minister für Transport, Tourismus und Kommunikation 14. März 1991: Minister für öffentliche Arbeiten und Transport | José Barrionuevo Josep Borrell                                  | 6. Dezember 1989 13. März 1991                 | 11. März 1991 14. Juli 1993                 |
| Minister für Landwirtschaft, Fischerei und Ernährung                                                               | Carlos Romero Herrera Pedro Solbes                              | 6. Dezember 1989 13. März 1991                 | 11. März 1991 14. Juli 1993                 |
| Minister für Bildung und Wissenschaft                                                                              | Javier Solana Alfredo Pérez Rubalcaba                           | 6. Dezember 1989 22. Juni 1992                 | 22. Juni 1992 14. Juli 1993                 |
| Kulturminister | Jorge Semprún Jordi Solé Tura                                   | 6. Dezember 1989 13. März 1991                 | 11. März 1991 14. Juli 1993                 |
| Minister für öffentliche Verwaltung                                                                                | Joaquín Almunia Juan Manuel Eguiagaray                          | 6. Dezember 1989 13. März 1991                 | 11. März 1991 14. Juli 1993                 |
| Sozialministerin                                                                                                   | Matilde Fernández                                               | 6. Dezember 1989                               | 14. Juli 1993                               |
| Minister für Beziehung zum Parlament                                                                               | Virgilio Zapatero                                               | 6. Dezember 1989                               | 14. Juli 1993                               |
| Regierungssprecherin im Ministerrang                                                                               | Rosa Conde                                                      | 6. Dezember 1989                               | 14. Juli 1993                               |